# D.Gray-man
D.Gray-man (ディー・グレイマン?) es una serie de manga escrita e ilustrada por Katsura Hoshino. Ambientada en Europa a finales de un siglo XIX alternativo, trata sobre la eterna batalla entre el bien, encarnado en los exorcistas, clérigos y una sustancia llamada «Inocencia»; y el mal, representado por el Conde Milenario y la Familia de Noé, apóstoles que buscan aniquilar a la humanidad. Muchos elementos de la serie, que destaca por su narrativa sombría, provienen de borradores y trabajos anteriores de Hoshino.
La serie está basada en un one-shot desarrollado por la autora en su juventud y que presentaba al Conde Milenario como protagonista. Sin embargo, para D.Gray-man encontró más adecuado convertir al adolescente Allen Walker en el personaje principal, dado que se trata de un manga shōnen. Envió un borrador a la editorial Shūeisha, que aceptó serializar el trabajo porque consideró probable que se hiciera popular. La historieta comenzó a publicarse en la Shōnen Jump en mayo de 2004, aunque su edición ha sido suspendida en diversas oportunidades debido a problemas de salud de Hoshino. D.Gray-man pasó de ser un manga semanal a uno mensual en noviembre de 2009, cuando se cambió a la Jump Square. En julio de 2015, se trasladó a la Jump SQ.Crown, una revista derivada de la Jump Square. Con el cese de la publicación de la Jump SQ.Crown, en abril de 2018 el manga empezó a difundirse en la Jump SQ.Rise. A fecha de julio de 2025, los capítulos han sido recopilados en veintinueve volúmenes tankōbon. Editores de Tebeos se encargó de la distribución en España para los primeros veintitrés volúmenes y, luego de eso, Ivrea obtuvo la licencia. En México Mundo Vid publicó trece tomos, pero la difusión quedó inconclusa debido al cierre de la editorial.
Una novela ligera basada en la serie, D.Gray-man: Reverse, escrita por Kaya Kizaki e ilustrada por Hoshino, fue publicada por Shūeisha entre 2005 y 2010 y generó tres volúmenes. También, se han producido dos adaptaciones a anime. El primero lo realizó TMS Entertainment, con dirección de Osamu Nabeshima, y desde el 3 de octubre de 2006 hasta el 30 de septiembre de 2008 se emitieron 103 episodios. El estudio animó una secuela, llamada D.Gray-man Hallow, que se transmitió entre julio y septiembre de 2016 y generó trece capítulos. Ambos programas se emitieron en el canal TV Tokyo en Japón. Por otra parte, se ha lanzado al mercado mercancía relacionada con la obra y se produjeron dos videojuegos.
Más de veinticinco millones de copias vendidas la convierten en una de las historietas más exitosas de Shūeisha. Tanto en Japón como en Norteamérica, varios ejemplares figuraron en las listas semanales de los mangas con mayor cantidad de ventas registradas. Con respecto a la recepción de la crítica, algunos analistas coincidieron en afirmar que el argumento se parece al de cualquier shōnen, si bien opinaron que tiene momentos de originalidad y personajes bien desarrollados, en comparación con otros mangas de la misma demografía. La ilustración ha obtenido comentarios positivos y la prensa ha destacado el diseño de personajes y los elementos góticos de la obra.

## Argumento

### Trasfondo
La historia de D.Gray-man sucede a finales de una versión alternativa del siglo XIX y tiene lugar en Inglaterra, aunque en algunas ocasiones los personajes viajan a diversos países de Europa, con el fin de investigar casos donde puedan encontrar rastros de «Inocencia». Esta última es una sustancia misteriosa y sagrada que concede poderes y que, con el Diluvio universal, se esparció en 109 fragmentos por todo el mundo. Solamente el Vaticano y algunos sacerdotes saben que la Inocencia surgió de un cubo llamado «Cristal de Dios» y que es fundamental conseguir todas las partes antes que el Conde Milenario. El temor se fundamenta en que, según dicta una profecía, el mundo será nuevamente destruido, justo como sucedió siete mil años antes con el Diluvio, por el Conde y la Familia de Noé (ノアの一族 Noa no Ichizoku?), un grupo de apóstoles con habilidades sobrenaturales e inmortalidad. El cataclismo ocurrirá cuando reúnan todos los fragmentos de Inocencia desparramados en la Tierra.
El Conde es un hechicero que intercepta a personas que recientemente han perdido a alguien y se ofrece a resucitarlos, pero los muertos vuelven a la vida como «akuma» (アクマ?  lit. «demonio») e inmediatamente toman el cuerpo de la persona. Este accionar ha permitido al Conde engañar a mucha gente y crear su propio ejército de «máquinas de matar», que lo ayudan en su objetivo de aniquilar a la humanidad. Los akuma conservan su apariencia humana, razón por la que son muy difíciles de detectar, y en ocasiones evolucionan y se hacen más poderosos. A favor de la humanidad existe la Orden Oscura (黒の教団 Kuro no Kyodan?), una organización de exorcistas cuyos miembros desarrollan armas mediante el uso de Inocencia. La Orden tiene sucursales que se extienden por todos los continentes, aunque el número de miembros es muy bajo, dadas las pocas personas capaces de albergar Inocencia.

### Sinopsis

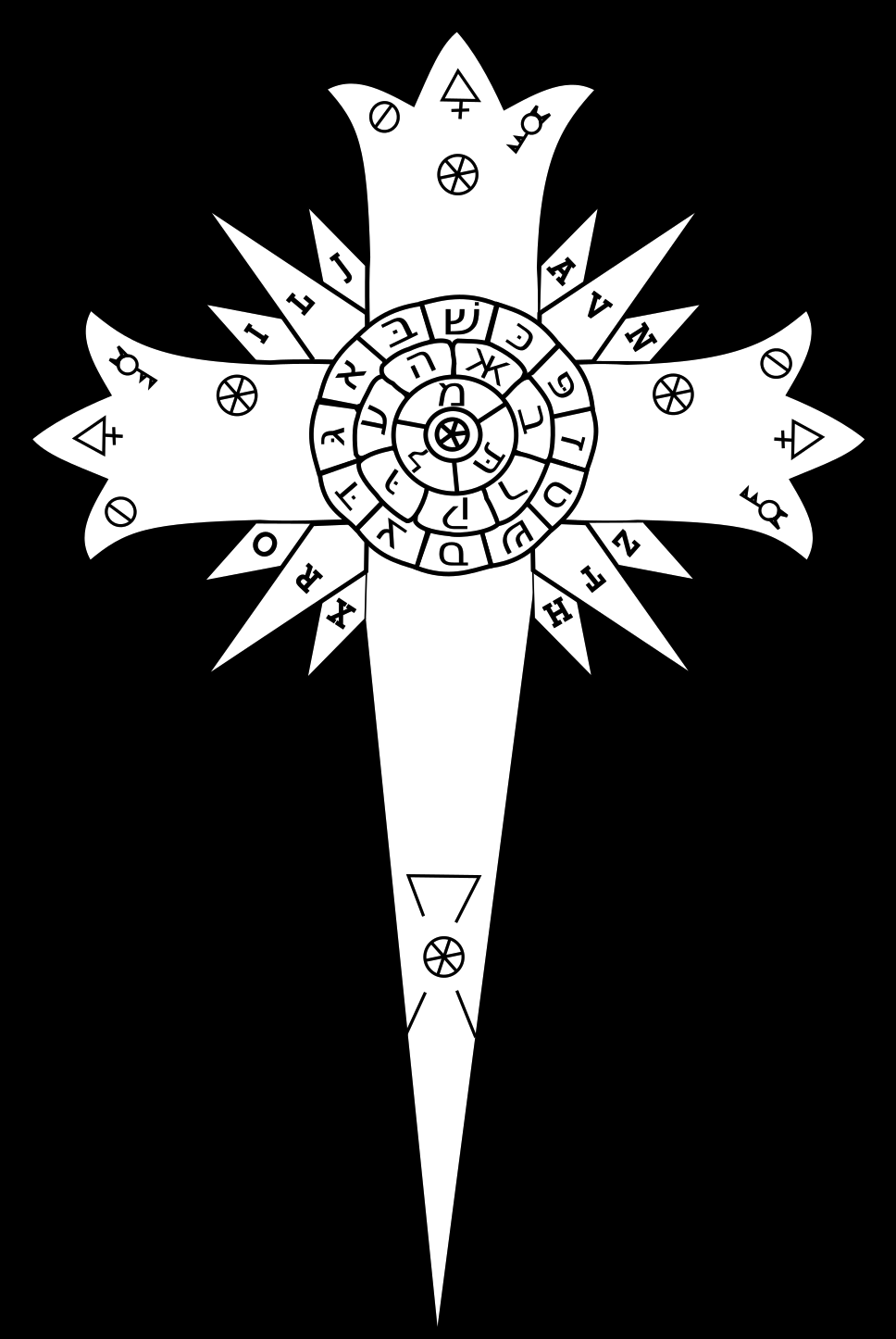
En la imagen se observa la «Rose Cross», símbolo de la Orden Oscura, organización de la que el protagonista es parte

En el comienzo, Allen Walker se dirige a la Orden Oscura para convertirse oficialmente en exorcista, a petición de su maestro, un respetado miembro de dicha organización llamado Cross Marian. Antes de llegar al sitio, despoja de un cuerpo a un akuma en una iglesia abandonada y ayuda a un niño que ha sido engañado por el Conde Milenario. En ese momento se cuenta el pasado del protagonista: abandonado desde pequeño en virtud de su «mano deforme» —que, en realidad, es su arma contra akuma—, fue adoptado por un hombre llamado Mana Walker, quien tiempo después murió. Llegado el momento, Allen aceptó el trato con el Conde, aunque Mana, enfurecido por haberse convertido en un monstruo, lo maldijo.
Tras su ingreso en la congregación, Allen aprende sobre el uso y la historia de la Inocencia. Con el propósito de obtener esta sustancia, emprende misiones por Europa para buscar rastros de la misma y se enfrenta a diversos tipos de akuma que pretenden quitársela. El manga aprovecha el hecho de que Allen viaje acompañado y de esta manera introduce a personajes como Yu Kanda, Lenalee Lee o Lavi. Con el avance de la trama, el protagonista recluta a más exorcistas mientras realiza sus misiones. Más adelante, Allen y sus compañeros reciben la orden de localizar al desaparecido Cross Marian, y la búsqueda concluye con la revelación de que en su interior el joven contiene el espíritu del decimocuarto apóstol, Nea D. Campbell, quien intentará tomar su cuerpo para reencarnar. Esta conexión hace que el Conde busque capturar a Allen y que la Orden Oscura lo persiga, a lo que sus antiguos compañeros dudan sobre seguir estas órdenes.

### Temáticas
D.Gray-man, «en esencia, una historia de superhéroes», es un manga de demografía shōnen que combina elementos góticos y sobrenaturales con acción y comedia. Las escenas humorísticas sirven, según la periodista Holly Ellingwood, para agregar matices a una obra donde predominan el suspenso, el misterio y la intensidad. Al igual que múltiples mangas de acción, presenta batallas donde los personajes principales derrotan a enemigos «carne de cañón».
Hoshino afirmó que el tema principal de la obra es la tragedia. Durante el curso de la trama, personajes como Allen sufren de mala suerte, al perder a un ser querido y ser tentados por el Conde Milenario a resucitarlo. Si bien el proceso funciona, el engaño consiste en que la persona en cuestión vuelve a la vida en forma de akuma. Por eso, el mensaje es que los fallecidos no deben ser revividos. Por otro lado, la vida de Allen se torna más triste conforme la serie avanza, dado que su credencial como exorcista le es revocada por el Papa y los demás lo tratan como a un enemigo debido a su conexión con el decimocuarto apóstol. Hoshino escribió esta subtrama intentando hacerla divertida para el lector. Otros personajes, como Kanda, experimentan un efímero momento de felicidad antes de una tragedia, lo que se describió como «adecuado para su narrativa oscura».
La serie es moralmente ambigua, ya que, aunque inicialmente se presenta a Allen como un héroe en la Orden Oscura, más adelante se revelan acciones de esta organización que pueden resultar reprochables. Por igual, a pesar de la naturaleza malvada del Conde o los integrantes de la Familia de Noé, en algunos momentos llegan a demostrar benevolencia. Un historiador relacionado con el tema, Jacob Birken, afirmó que D.Gray-man plantea el asunto de la identidad y citó el ejemplo de que Allen pierda algo de su humanidad cuando se entera de que está conectado con el decimocuarto apóstol. También se trata el dolor, reflejado en el Conde, cuya verdadera apariencia es la de un hombre de mediana edad, constantemente fatigado debido a su búsqueda de Nea D. Campbell, un antiguo camarada.

## Personajes
A continuación, se describe brevemente a los personajes principales y se nombrará a los seiyū de las versiones originales y a los actores de doblaje en España:
- Allen Walker (アレン・ウォーカー Aren Uōkā?) es un exorcista de quince años que recibió una maldición en la niñez, por haber aceptado el trato del Conde Milenario de resucitar a su padre adoptivo, a quien tuvo que asesinar.[10] Después de eso, se convirtió en el aprendiz de Cross Marian y desarrolló un deseo de exorcizar akuma y derrotar al Conde.[8] Fruto de su imprecación, con el ojo izquierdo es capaz de distinguir demonios y ver el alma de la persona escondida dentro de estos.[2][5] Su Inocencia se ubica en el brazo izquierdo, tiene aspecto de cruz y cuando se activa asume una forma gigantesca.[2][10] En el idioma original, su seiyū es Sanae Kobayashi en la primera serie y Ayumu Murase en la segunda,[21][22] mientras que en el doblaje para España es Silvia Sarmentera.[23]

- Lenalee Lee (リナリー・リー Rinarī Rī?) es una exorcista de dieciséis años. Huérfana de padre y madre debido al ataque de un akuma, la única familia que le queda es su hermano, Komui.[24] Practica esta profesión desde muy pequeña, cuando se descubrió que es poseedora de Inocencia y la llevaron a la Orden Oscura contra su voluntad, motivo por el que en un principio detestaba ese lugar. No obstante, tres años más tarde Komui se unió a la Iglesia como científico y Lenalee empezó a verla como «su hogar».[24][25] Ágil y fuerte, su Inocencia se alberga en las piernas y toma forma de botas negras que le llegan a las rodillas.[26] En el idioma original, su seiyū es Shizuka Itō en la primera serie y Ai Kakuma en la segunda,[21][22] mientras que en el doblaje para España es Neri Hualde.[23]

- Yu Kanda (神田 ユウ Kanda Yū?) es un joven adulto y el primer exorcista al que Allen conoce. Dueño de un carácter frío y arrogante, es muy talentoso en el arte de la batalla.[27] Usa la Inocencia transformándola en una espada japonesa, con la que es capaz de desatar técnicas especiales llamadas «ilusiones».[28] Además, puede curarse las heridas a cambio de un precio: la pérdida de vitalidad.[9] A medida que la historia avanza, se revelan detalles macabros de su infancia, recuerdos que el personaje suprime durante mucho tiempo.[15] En el idioma original, su seiyū es Takahiro Sakurai en la primera serie y Takuya Satō en la segunda,[21][22] mientras que en el doblaje para España es Artur Palomo.[23]

- Lavi (ラビ Rabi?, también conocido como «Bookman Jr») es un exorcista de dieciocho años. Aprende de un anciano llamado Bookman con la intención de convertirse en un bookman, una rama de exorcistas dedicados a registrar la historia del mundo imparcialmente.[29] Mediante la Inocencia, es capaz de invocar un martillo de hierro que puede agrandar su tamaño indefinidamente.[30] Siente aprecio por sus camaradas y, como esto va en contra de su trabajo como historiador, con el tiempo desarrolla conflictos internos.[9] En el idioma original, su seiyū es Kenichi Suzumura en la primera serie y Natsuki Hanae en la segunda,[21][22] mientras que en el doblaje para España es Jesús Barreda.[23]

- Conde Milenario (千年伯爵 Sennen Hakushaku?)[n. 3] es el apelativo que se da al hechicero que funge como principal antagonista. Se presenta ante personas que recientemente han perdido a un ser querido y ofrece resucitarlos, pero esto no es más que un engaño para convertir a la mencionada persona en un akuma, un monstruo que lo ayudará en el objetivo de destruir a la humanidad.[4] Se esconde detrás de un gigantesco disfraz de payaso y su verdadero aspecto es el de un hombre de mediana edad, siempre exhausto por la búsqueda del decimocuarto apóstol.[4][20] En el idioma original, su seiyū es Junpei Takiguchi en la primera serie y Yutaka Aoyama en la segunda,[21][22] mientras que en el doblaje para España es Antonio Villar.[23]

## Producción

### Composición
El manga está basado parcialmente en un one-shot que Hoshino concibió en su juventud, con el Conde Milenario como protagonista. El motivo por el que lo reemplazó por Allen fue que consideró más adecuado a este como cara principal de una obra orientada a adolescentes. Posteriormente, con el paso de la serie a la Jump Square —destinada a hombres adultos—, se volvió más difícil para la autora escribir al personaje. A partir de ese momento, no quiso retratarlo como un adolescente con problemas, sino como una persona alegre que pasa por momentos de debilidad y también de fortaleza emocional. No se conoce la fecha exacta en que envió el capítulo a Shūeisha, pero sí se sabe que la editorial lo aceptó al verlo como un contenido que podía hacerse popular. Originalmente, la autora tenía la intención de añadir zombis a la historia, idea que el editor T-shi descartó cuando se hacía el tercer capítulo.
| Siempre había querido escribir un manga sobre un personaje que se llamara «el Conde Milenario». Es extraño, pero es en lo único que pensaba en ese tiempo. Realmente no importaba de qué tratara la obra, el Conde Milenario siempre terminaba apareciendo. —Katsura Hoshino. |

Varios elementos de D.Gray-man surgieron de dos trabajos anteriores de la mangaka: un one-shot llamado Zone y una serie que nunca llegó a publicarse, Book-man. El primero contiene akuma, exorcistas y al Conde Milenario, aunque el personaje principal es una chica. Por otra parte, Lavi iba a ser el protagonista de Book-man. El equipo conoce el desarrollo de la historia y las escenas finales desde el inicio de la publicación. Muchas de las ideas surgieron mientras Hoshino dormía en su bañera durante horas. La inspiración para crear a los akuma y otros elementos sobrenaturales proviene de una ocasión en que Hoshino vio la película de terror El exorcista (1973). Los diseños de la Inocencia como arma contra akuma se le ocurrieron ya iniciada la difusión, debido a que Shūeisha empezó a publicar la serie muy pronto, cuando aún no se había formulado todos los conceptos.
Durante el proceso de creación de personajes, Hoshino imagina sus vidas, hábitos y alimentos favoritos, sin importar si esta información le será útil en la historia. En virtud de que los exorcistas de la Orden Oscura usan uniformes negros, diseñó al Conde con tonalidades coloridas para contrastar y, además, porque le pareció que de esa forma el villano sería una especie de «flor venenosa». En algunos capítulos a color, experimentó vistiendo a Allen con ropas estilo gothic lolita y tonos similares a los utilizados en historietas estadounidenses. Hoshino ha afirmado en múltiples oportunidades que algunos personajes están basados en personas reales y, aunque no identificó a la mayoría de ellas, sí dijo que Komui Lee está inspirado en uno de sus jefes. Se incluyó a Yu Kanda, basado en un samurái, con el objetivo de incorporar características orientales al escenario occidental del manga.

### Ilustración
En un principio, a Hoshino se le dificultó esta parte del trabajo por muchas razones. Como era novata, no conseguía entregar sus guiones gráficos al editor en el tiempo pautado. Una vez que el manga dejó de publicarse semanalmente, inspirada por la forma de trabajar de Tite Kubo en Bleach, comenzó a dibujar digitalmente para ser más eficiente. Así, logró insertar más detalles en sus ilustraciones y trazar rostros más distintivos. La mangaka reveló que se siente disconforme con el trabajo realizado durante la serialización semanal. Son tres las personas que participan en la elaboración del manga, incluida Hoshino, aunque de ser necesario contratan a alguien más a último momento. Sus asistentes trabajan desde casa con el material que la autora les envía, si bien de esta forma es común que surjan malentendidos.
Las ilustraciones que se ven en los capítulos de D.Gray-man no suelen coincidir con la idea que Hoshino originalmente tenía en mente, dado que «todo toma otro rumbo cuando añades personajes en la sinopsis» y que frecuentemente modifica sus bocetos hasta llegar a un contenido de su total agrado. Posteriormente, elige algún título que suene alegre y sirva de contraste con el sombrío material. Según Takeshi Obata, ilustrador de obras como Death Note, los diseños de Hoshino mejoran con cada publicación, algo de lo que la propia autora no es consciente. Aspectos como los fondos son sumamente detallados, lo que la autora atribuyó a lo siguiente: «Dibujo fantasía. En una serie moderna, los lectores probablemente ya saben cómo luce la llave de grifo, por ejemplo. Pero dibujando fantasía empiezas desde cero. Temo que si no creo una visión detallada del mundo de mi obra, el lector se decepcionará».

### Adaptación
Shūeisha anunció la elaboración de un programa animado basado en la obra en junio de 2006. Durante la producción, Hoshino visitó frecuentemente las instalaciones de TMS Entertainment donde, además de cumplir otras funciones, conversó con los actores de voz. Según dijo, los intérpretes pedían su consejo y se mostraban «muy dedicados» a la hora de grabar, particularmente Sanae Kobayashi, Takahiro Sakurai, Katsuyuki Konishi y Hiroki Tōchi. Sakurai notó que la personalidad de Kanda difiere entre el manga y la adaptación, dado que en esta última está más «definido» como personaje, mientras que Kobayashi actuó con especial énfasis en las escenas de batalla de Allen. Toshiyuki Morikawa, quien interpretó al tercer apóstol, catalogó las sesiones de grabación como «dinámicas», al contar con muchos seiyū experimentados. El anime ofrece en gran medida contenido original e, incluso, contiene un desenlace que no sale en el manga. La razón de esto es que con el tiempo se alcanzó a la historieta y, para darle tiempo de escribir nuevos capítulos a Hoshino, el estudio comenzó a crear sus propios arcos argumentales. Por eso, las tramas presentan contradicciones con el manga.
El título del segundo anime proviene de «hallow», un término anglosajón cuyo significado en español puede traducirse como «adorar a Dios o todo aquello que es sagrado». Hoshino tuvo la idea y, en palabras de Takuya Satō: «Esta adaptación trata sobre el despertar del decimocuarto apóstol dentro de Allen [...] Entonces, [el equipo] decidió ponerle "Hallow", al ser una palabra conectada con eso». Hoshino intervino directamente en el trabajo de Ayumu Murase, quien interpretó a Allen en su versión normal y también cuando el personaje es poseído por Nea D. Campbell, al realizar ilustraciones para orientar tanto a él como al resto de artistas. También, elogió la interpretación de Yoshino Aoyama, quien dobló al Conde cuando este es un payaso y cuando es humano.

## Contenido

### Manga
El manga se publicó por primera vez en la revista semanal Shōnen Jump de la editorial japonesa Shūeisha y sus más de 253 capítulos han sido compilados en veintinueve volúmenes tankōbon. Cada tomo contiene aproximadamente doscientas páginas y la versión en inglés sale unos ocho dólares. Originalmente, el diseño de la primera portada presentaba a Allen y al Conde de espaldas, pero la editorial exigió a Hoshino que dibujara al protagonista de frente para que estuviera «más visible». La mangaka quería que cada portada se centrara en solo un personaje, intención que cambió después del noveno tomo, cuando empezó a probar diferentes tipos de cubiertas con varias figuras. VIZ Media, que difunde la obra en inglés, ha lanzado ediciones de bolsillo que compilan tres volúmenes en uno. La editorial que distribuye D.Gray-man en español es Ivrea en Argentina y España, con números editados de forma idéntica a la original, aunque en el país europeo inicialmente la licencia era propiedad de Editores de Tebeos, que en septiembre de 2012 dejó de traducir las obras de Shūeisha. EDT había llegado a lanzar veintitrés tomos, pero Ivrea decidió reeditar cada uno desde el primero. En México la publicación corrió a cargo de Grupo Editorial Vid, antes de cerrar operaciones. En enero de 2019, SMASH Manga informó de que en poco tiempo comenzaría a hacerse cargo de la difusión de la historieta en el mencionado país.
La serialización ha estado marcada por continuas pausas provocadas por deterioros en la salud de la autora, como una infección de norovirus y lesiones en el cuello y la muñeca. El 17 de agosto de 2009, tras haberse publicado en la Shōnen Jump por última vez el 27 de abril de ese año, el manga pasó a la mensual Jump Square. Permaneció en esta revista hasta el 4 de enero de 2013 y, tras una pausa de más de dos años, reapareció en la trimestral Jump SQ.Crown el 17 de julio de 2015. Esa revista cesó su publicación el 19 de enero de 2018 y todos sus mangas, incluido D.Gray-man, se transfirieron a la Jump SQ.Rise. La historieta se difundió allí por primera vez el 16 de abril de ese año.

### Anime
| Director             | Osamu Nabeshima Yoshiharu Ashino (Hallow)                                                 |
| Creador original     | Katsura Hoshino                                                                           |
| Guion                | Reiko Yoshida Kenichi Yamashita (Hallow) Michiko Yokote (Hallow) Tatsuto Higuchi (Hallow) |
| Dirección artística  | Tōru Koga Masatoshi Kai (Hallow)                                                          |
| Diseño de personajes | Hideyuki Morioka Yousuke Kabashima (Hallow)                                               |
| Edición              | Tomoki Nagasaka                                                                           |
| Música               | Kaoru Wada                                                                                |

La primera adaptación al anime corrió a cargo de TMS Entertainment y del director Osamu Nabeshima. Sus ciento tres episodios se transmitieron en la cadena televisiva TV Tokyo entre el 3 de octubre de 2006 y el 30 de septiembre de 2008. Tiene cuatro temporadas y gran parte de su contenido es original. Funimation lanzó, entre marzo de 2009 y junio de 2018, las temporadas completas en formato DVD —divididas en ocho unidades— y Blu-ray, de los cuales solo se difundió un disco antes de su cancelación. D.Gray-man figura en el catálogo de Crunchyroll con doblaje en inglés y subtitulada en ese idioma, trabajo del que se encargó Funimation. El doblaje para España se realizó en 2008 en los estudios SOUNDUB de Madrid. Otras cadenas televisivas que han emitido el programa son Animax, Cartoon Network y TV5 Animega.
El 26 de marzo de 2016 se anunció en la convención AnimeJapan que TMS Entertainment realizaría una segunda serie animada, titulada D.Gray-man Hallow, que se estrenó en julio y también se transmitió en TV Tokyo. Con dirección de Yoshiharu Ashino, la serie estuvo al aire del 4 de julio al 26 de septiembre. Si bien en un principio se creyó que se trataría de un reinicio, el argumento de D.Gray-man Hallow es una continuación del primer anime. Debido a la basta cantidad de material para adaptar y a que la serie cuenta con solo trece episodios, se comprimió buena parte de la trama. De acuerdo con lo estimado por Comic Book Resources, cada episodio de D.Gray-man Hallow equivale a diez capítulos del manga. El primero de los seis volúmenes en formato DVD y Blu-ray estaba programado para salir a la venta en septiembre de ese año, aunque se retrasó con el fin de mejorar la calidad. No obstante, al año siguiente se confirmó que los lanzamientos se habían cancelado por «circunstancias varias». La serie se encuentra disponible en plataformas como Crunchyroll, Crackle, Tubi y AnimeLab.

### Banda sonora
La banda sonora del primer anime, compuesta por Kaoru Wada y distribuida en por Sony Music Entertainment en Japón, consta de cuatro discos. La primera, D.Gray-man Original Soundtrack 1, contiene treinta y cuatro pistas —entre ellas, el primer opening y los dos primeros ending— y se lanzó el 21 de marzo de 2007. La segunda, D.Gray-man Original Soundtrack 2, salió al mercado el 19 de diciembre de ese año, y de sus treinta y un canciones, uno es un tema de apertura y dos, de cierre. Una colección de grandes éxitos llamada D.Gray-man Complete Best estuvo disponible a partir del 24 de septiembre de 2008 y sus doce temas son todos los opening y ending de la serie. Además, una edición limitada de este álbum incluyó un DVD aparte y un folleto de cuarenta páginas con ilustraciones. El 17 de diciembre de ese año se lanzó D.Gray-man Original Soundtrack 3, que contiene treinta y tres pistas. En su reseña para el sitio web activeAnime, Holly Ellingwood afirmó:

La música [de D.Gray-man] destaca por versátil y por lo pegadizos que resultan los temas de apertura y de cierre. La banda sonora acompaña durante las escenas emotivas con una facilidad digna de mención. El opening «Innocent Sorrow», de Abingdon Boys School, y el ending «Snow Kiss», de Nirgilis, son emocionantes temas de j-pop estilo tecno y algo de rock.

Los temas de apertura son los siguientes: «Innocent Sorrow» de Abingdon Boys School —del primer episodio al veinticinco—, «Brightdown» de Nami Tamaki (26-51), «Doubt & Trust ～ダウト&トラスト～» de Access (52-76) y «Gekidou» de Uverworld (77-103). Las canciones usadas para el cierre son: «Snow Kiss» de Nirgilis (1-13), «Pride of Tomorrow» de June (14-25), «Yume no Tsuduki e» de Surface (26-38), «Antoinette Blue» de Nana Kitade (39-51), «Anata ga Koko ni Iru Riyuu» de Rie fu (52-64), «Wish» de Sowelu (65-76), «Regret» de Mai Hoshimura (77-89) y «Changin» de Stephanie (90-103). En su reseña de D.Gray-man Complete Best para AllMusic, Adam Greenberg dio a todas estas canciones tres estrellas sobre cinco posibles y señaló: «No hay mucho contenido que destaque en este álbum, aunque posiblemente los seguidores del programa van a disfrutar las versiones completas de los temas».
Wada también compuso la banda sonora de la secuela, cuyo álbum, D.Gray-man HALLOW Original Soundtrack, también se produjo bajo el sello Sony Music Entertainment. El disco de 66 minutos de duración consta de cuarenta piezas y se lanzó a la venta el 28 de septiembre de 2016. El tema de apertura es «key -bring it on, my Destiny-» de Lenny code fiction, mientras que el de cierre es «Lotus Pain» de Mashiro Ayano.

### Videojuegos
Se han lanzado al mercado dos videojuegos de aventura basados en la serie. El primero es D.Gray-man: Kami no Shitotachi (D.Gray-man 神の使徒達?  lit. «D.Gray-man: los apóstoles de Dios»), hecho para Nintendo DS, desarrollado por Konami y estrenado el 29 de marzo de 2007 en Japón. A este siguió otro título de Konami: D.Gray-man: Sousha no Shikaku (D.Gray-man 奏者ノ資格?  lit. «D.Gray-man: cualificaciones del instrumentista»), destinado a PlayStation 2 y lanzado el 11 de septiembre de 2008 en el país asiático. Asimismo, Allen y otros personajes del manga son seleccionables en el videojuego de lucha para Nintendo DS Jump Super Stars (2005) y su secuela, Jump Ultimate Stars (2006). De igual modo, Allen figura entre los luchadores de J-Stars Victory Vs (Bandai Namco Games, 2014).

### Libros
Kaya Kizaki escribió una novela ligera para Shūeisha llamada D.Gray-man: Reverse, de la que se publicaron tres volúmenes. El primero se lanzó el 30 de mayo de 2005 y presenta tres historias, una sobre Allen durante su llegada al Reino Unido, otra acerca de una batalla que tuvo Kanda antes de conocer al protagonista, y una aparte. El segundo se publicó el 4 de julio de 2006 y también cuenta con tres tramas: sobre la vida cotidiana del Conde Milenario, el trabajo de Lavi como bookman y una fiesta organizada por la Orden Oscura. La editorial lanzó la última entrega el 3 de diciembre de 2010 y, a diferencia de las anteriores, solo tiene dos capítulos, uno de los cuales aborda la infancia de Allen en un circo.
Además, Shūeisha ha publicado varios libros suplementarios de la serie. D.Gray-man Official Fanbook: Gray Ark, que simula ser un expediente de la Orden Oscura contenedor de información sobre exorcistas y el ejército del Conde, se lanzó el 4 de junio de 2008. TV Animation D.Gray-man Official Visual Collection: Clown Art, que incluye ilustraciones de Hoshino y comentarios del equipo que participó en la realización del anime, hizo lo propio el 4 de septiembre de ese año. Asimismo, se difundieron tres libros ómnibus —es decir, que agrupan varios volúmenes en uno— el 13 de noviembre y el 11 de diciembre de 2009 y el 15 de enero de 2010. El 4 de febrero de 2010 se lanzó D.Gray-man Illustrations Noche, un artbook que contiene más de ochenta ilustraciones a color, un póster y entrevistas entre Hoshino y los autores Takeshi Obata y Osamu Akimoto. D.Gray-man Character Ranking Book, una guía sobre los personajes, se publicó el 4 de julio de 2011, mientras que el 4 de agosto de 2017 se lanzó D.Gray-man Official Fan Book - Gray Log (Gray's Memory), el segundo libro para fanes.

## Recepción

### Críticas

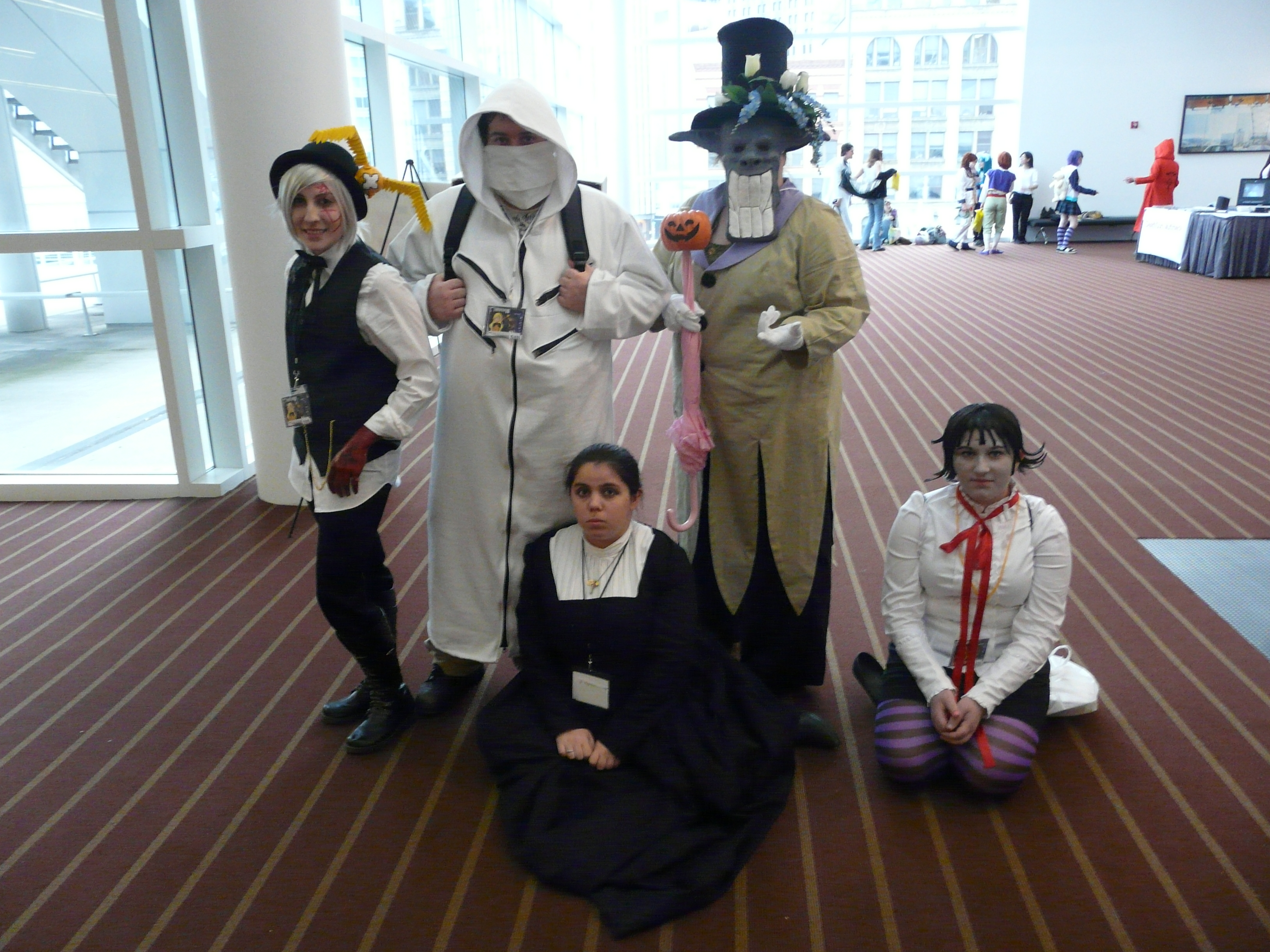
Grupo de cosplayers disfrazados como personajes de D.Gray-man en el David L. Lawrence Convention Center de 2010

Los medios de prensa han valorado positivamente a la serie en su mayoría. En su análisis del primer volumen para Anime News Network, Carlo Santos escribió que en ocasiones la trama avanza por conveniencias de guion y que no se consiguió desarrollar correctamente el universo, debido a la baja calidad en los diseños de personajes y fondos. En otra reseña sobre el primer tomo, realizada por A. E. Sparrow para IGN, se elogió las ilustraciones y lo poco mostrado del argumento hasta ese momento. Danica Davidson de Otaku USA consideró interesante que el manga convine shōnen, fantasía, horror, mitología, acción, comedia y elementos góticos e históricos. Sheena McNeil de Sequential Tart resumió: «D.Gray-man es el mejor manga que he leído en 2006. [...] El arte es excelente, cada escena de acción viene cargada de intensidad, los demonios y las almas atrapadas producen miedo, y cada panel sirve para demostrar alguna expresión de los personajes».
Con respecto a los volúmenes siguientes, Leroy Douresseaux opinó en ComicBookBin que inicialmente la calidad de la obra se asemeja a un dōjinshi, pero más adelante Hoshino «pulió la prosa». Además, comparó sus escenas de lucha con las de cómics como Batman y X-Men. Acerca de los sucesos a partir del quinto tomo, Brian Henson de Mania Entertainment afirmó que la serie mejoró, «desarrolló una identidad propia», y se tornó más oscura y seria. En Otaku USA, después de haber leído doce volúmenes, Joseph Luster afirmó que la historia «se mantuvo interesante en todo momento, introduciendo personajes y subiendo la apuesta cuando era necesario». Por otra parte, hubo variedad de comentarios sobre la revelación de que Allen contiene al decimocuarto apóstol. Grant Goodman, de Pop Culture Shock, dijo que la gran cantidad de escenas intrascendentes presentes en el decimoséptimo volumen entorpecieron su lectura, mientras que Chris Beveridge escribió en Fandom Post que le agradan las secuencias donde el apóstol quiere tomar el control de Allen y «surgen conflictos internos entre el bien y el mal».
Los personajes han recibido comentarios positivos de la prensa especializada y se los ha descrito como «visualmente llamativos» y «complejos, traumatizados y empáticos», incluidos los villanos. Sobre los diseños, una analista de Sequential Tart dijo que «el Conde Milenario es completamente original... Nunca había visto nada parecido», mientras que describió a Kanda como «un poco frío... pero me encanta su atuendo y su katana». De los akuma, Tom Tonthat de The Escapist afirmó que cuando evolucionan «adquieren un diseño digno de una pesadilla». Por lo demás, Holly Ellingwood de Active Anime alabó los escenarios europeos y el trabajo de TMS Entertainment a la hora de renderizar el primer anime. D.Gray-man también ha sido objeto de reseñas negativas, como una de Fandom Post en la que el crítico detectó ciertas incongruencias: «¿Por qué los akuma se toman la molestia de disfrazarse de humanos, cuando son lo suficientemente fuertes para aniquilar a toda una ciudad antes de que la Orden Oscura pueda reaccionar? ¿Cómo es posible que, al principio, la mayoría de ciudadanos ordinarios no sepan de la existencia de la Orden Oscura o los akuma?» Por otro lado, Leroy Douresseaux dijo que «la narrativa a veces falla en cuanto al ritmo», mientras que Chris Kirby lamentó las continuas pausas.

### Popularidad
El manga fue, en su momento, uno de los más exitosos de la Shōnen Jump. En 2008 los volúmenes 14, 15 y 16, por ejemplo, figuraron entre los cincuenta más vendidos ese año. Los siguientes lanzamientos también tuvieron buen rendimiento comercial: en 2010 se compraron más de medio millón de ejemplares de los tomos 19 y 20 en el país asiático, mientras que el vigésimo tercer volumen vendió 542 903 copias, cifra que lo colocó en el puesto n.° 45 de los mangas más exitosos de 2012. Sin embargo, en algún punto la popularidad de D.Gray-man disminuyó considerablemente, algo que varios analistas de Comic Book Resources adjudicaron a dos motivos: la cancelación del primer anime y la interrumpida publicación del manga. En agosto de 2020 la serie alcanzó las veinticinco millones de copias en circulación, lo que lo convierte en uno de los mangas más vendidos de la historia. Para mediados de 2022, figuró en la posición n.° 27 de la lista provisional de Animate Times sobre los cincuenta mangas de la historia de Shōnen Jump que sus lectores recomendarían.
Cabe mencionar que D.Gray-man también consiguió cierta popularidad fuera de Japón. A modo de ejemplo, en Estados Unidos algunos volúmenes entraron en la lista semanal de libros más vendidos del New York Times y en la mensual de Nielsen BookScan. En España, a mediados de 2016 el primer volumen reeditado por Editorial Ivrea se agotó. Por otra parte, en 2006 la revista PUFF situó a D.Gray-man en la séptima posición de su lista anual sobre los diez mejores mangas de larga duración. En Francia, obtuvo el premio al mejor manga tanto del French Grand Prix —organizado por Animeland— en 2006 y 2007 como de Webotaku, en 2006. La novela ligera también gozó de cierto éxito, dado que fue la tercera más vendida en 2006 en Japón. En 2021 la cadena TV Asahi realizó una encuesta a 150 000 votantes para que eligieran su manga preferido, y D.Gray-man ocupó el puesto n.° 95.

### Mercadotecnia
Entre la mercancía sobre la franquicia que se ha comercializado, se encuentran los artículos de moda confeccionados por SuperGroupies, que van desde relojes hasta bolsos y zapatos, todos inspirados en el uniforme de los exorcistas. Otra colección de esta marca también contó con productos similares, pero basados en el segundo programa animado. El sitio web UUL comercializó adornos para interiores, como alfombras o cojines, a imagen de algunos personajes. Además, se han puesto a la venta juegos de champú y acondicionador de Primaniacs, empresa que también ha fabricado fragancias basadas en los personajes, y cuatro mezclas de té creadas por Gin-Iro-Neko. Además, personajes como Kanda han inspirado a marcas como Aniplex o Nendoroid a producir figuras de acción con su aspecto.